# Siyabonga Nomvethe
Siyabonga Nomvethe (* 2. Dezember 1977 in Durban) ist ein ehemaliger südafrikanischer Fußballspieler.

## Karriere

### Vereine
Siyabonga Nomvethe begann seine Profikarriere 1995 bei den African Wanderers in der Premier Soccer League, wo er bis 1998 spielte. Von 1998 bis 2001 spielte der Stürmer beim südafrikanischen Rekordmeister, den Kaizer Chiefs, bevor er nach Europa wechselte.
2001 bis 2003 spielte er bei Udinese Calcio, danach von 2003 bis 2004 bei Salernitana Calcio und beim FC Empoli. Nach der Saison 2004/05 wechselte er nach Schweden zu Djurgårdens IF. In Djurgården spielt Nomvethe auch heute noch, jedoch kehrte er während der Saison 2005/06 zu einem Intermezzo nach Südafrika zurück und bestritt einige Spiele für die Orlando Pirates. 2006 wechselte der Südafrikaner erneut in eine europäische Liga, diesmal zum dänischen Verein Aalborg BK. Nach drei Jahren verließ Nomvethe Aalborg BK und kehrte in seine Heimat Südafrika zurück, wo er sich Moroka Swallows anschloss. Im Januar 2016 wechselte er zum AmaZulu Durban. Dort erzielte er beim 2:1-Sieg gegen die Mamelodi Sundowns am 21. Oktober 2017 sein 111. Tor in der ersten südafrikanischen Liga und stellte damit den Rekord von Daniel Mudau als Rekordtorschütze der Liga ein.
Im Oktober 2020, nachdem er zuvor in der zweiten südafrikanischen Liga für Uthongathi FC gespielt hatte, beendete er seine Karriere.

### Nationalmannschaft
Von 1999 bis 2012 gehörte Siyabonga Nomvethe zum Aufgebot der südafrikanischen Fußballnationalmannschaft. Am 30. April 2010 wurde er vom südafrikanischen Nationaltrainer Carlos Alberto Parreira in den erweiterten Kader zur Fußball-Weltmeisterschaft 2010 berufen. Aus dem erweiterten Kader wurde er nicht gestrichen. So nahm Nomvethe mit der Rückennummer 18 an der WM 2010 teil.